# تپه پیرلنگ (تربه)
تپه پیرلنگ (تربه) مربوط به هزاره دوم قبل از میلاد است و در شهرستان نمین، بخش مرکزی، روستای ننه کران واقع شده و این اثر در تاریخ ۱۴ مرداد ۱۳۸۲ با شمارهٔ ثبت ۹۴۴۷ به‌عنوان یکی از آثار ملی ایران به ثبت رسیده است.